# Xylophanes croesus
Xylophanes croesus är en fjärilsart som beskrevs av Johan Wilhelm Dalman 1823. Xylophanes croesus ingår i släktet Xylophanes och familjen svärmare. Inga underarter finns listade i Catalogue of Life.